# زمین‌لرزه ۱۹۶۷ آلبانی
زمین‌لرزه آلبانی  در تاریخ ۳۰ نوامبر ۱۹۶۷ میلادی، برابر با ‎۹ آذر ۱۳۴۶، ساعت ۷:۲۳:۵۳ به زمان یوتی‌سی در آلبانی رخ داد. ژرفای این زلزله ۳۶٫۶ کیلومتر بود. بزرگی آن ۵٫۸ در مقیاس mb اعلام شده‌است. زمین‌لرزه به وقت محلی در روز پنج‌شنبه، ساعت ۸ روی داده و منطقه زمانی آن یوتی‌سی +۱ بوده‌است (با لحاظ تغییر ساعت تابستانی).
سازمان زمین‌شناسی آمریکا نیز جای این زمین‌لرزه را در مختصات ۴۱°۳۰′شمالی ۲۰°۳۰′شرقی / ۴۱٫۵°شمالی ۲۰٫۵°شرقی و بزرگی آنرا برابر با ۶٫۵ در مقیاس ریشتر اعلام کرده‌است. ژرفای گزارش شده از سوی این سازمان ۲۹ کیلومتر می‌باشد.
شمار کشتگان زلزله حدود ۱۸ نفر بوده‌است.تعداد زخمیان ۱۷۴ نفر برآورده شده‌است.بی‌خانمان شدگان نیز ۵۴۰۰ نفر اعلام شده‌است.